# (4978) Seitz
(4978) Seitz ist ein Asteroid des mittleren Hauptgürtels, der am 29. September 1973 vom Forscherteam Cornelis Johannes van Houten, Ingrid van Houten-Groeneveld und Tom Gehrels im Rahmen der Palomar-Leiden-Survey bei einer Helligkeit von 16,7 mag entdeckt wurde. Nachträglich konnte der Asteroid bereits auf Aufnahmen nachgewiesen werden, die am 15. November 1969 am Krim-Observatorium in Nautschnyj sowie im Verlauf des Jahres 1971 mehrfach am Palomar-Observatorium in Kalifornien gemacht worden waren.
Der Asteroid wurde benannt zu Ehren von Horstmar Seitz (1920–1943), einem engen Freund eines der Entdecker.

## Wissenschaftliche Auswertung
Eine Auswertung von Beobachtungen durch das Projekt NEOWISE im nahen Infrarot führte 2011 für (4978) Seitz zu vorläufigen Werten für den mittleren Durchmesser und die Albedo im sichtbaren Bereich von 5,2 km bzw. 0,35.